# Eudorylas fascipes
Eudorylas fascipes är en tvåvingeart som först beskrevs av Zetterstedt 1844.  Eudorylas fascipes ingår i släktet Eudorylas och familjen ögonflugor. Arten är reproducerande i Sverige. Inga underarter finns listade i Catalogue of Life.